# Semi-Pro
Semi-Pro è un film commedia statunitense del 2008 diretto da Kent Alterman.

## Trama
Nel 1976 a Flint (la cittadina di Michael Moore in Michigan), Jackie Moon, un tempo cantante famoso, è ora giocatore, allenatore e proprietario dei Tropics, squadra di basket ultima classificata nel campionato Aba. La lega, ormai al collasso, sta per essere annessa alla Nba, ma solo i primi quattro team classificati potranno parteciparvi.